# Hopelessly Devoted to You
Hopelessly Devoted to You – utwór muzyczny australijskiej piosenkarki Olivii Newton-John nagrany na potrzeby ścieżki dźwiękowej do filmu Grease (1978). Piosenkę napisał John Farrar, który został także producentem nagrania.
Utwór odniósł komercyjny sukces, m.in. dotarł do trzeciego miejsca na amerykańskiej liście Hot 100. Był nominowany do Oscara za najlepszą piosenkę oryginalną i Nagrody Grammy za najlepszy wokalny występ kobiecy pop.